# Mac App Store
Mac App Store – internetowy sklep Apple Inc. z aplikacjami dla komputerów Macintosh. Platforma została uruchomiona 6 stycznia 2011 roku jako część aktualizacji 10.6.6 do systemu Snow Leopard. Przez tę platformę można zakupić obecnie (czerwiec 2012) ponad 11 000 aplikacji. Dystrybuowany jest też system Mac OS X 10.7 i nowsze.